# Kings of Convenience
Kings of Convenience är en norsk indie folk/duo från Bergen. 

## Historik
Gruppen, som bildades 1999, består av musikerna Erlend Øye och Eirik Glambek Bøe. Øye och Glambek Bøe är båda födda 1975 och gick i samma skola under uppväxten. Innan de bildade Kings of Convenience spelade de i rockbandet Skog.
Duon spelar lågmäld akustisk indiepop med inslag av folkmusik. Oftast består låtarna av två akustiska gitarrer och sång som växelspelar mellan de båda bandmedlemmarna. Ibland förekommer inslag av piano eller blåsinstrument. En av deras mer kända låtar är "I'd Rather Dance With You" från albumet Riot on an Empty Street, släppt 2004. 
I april 2021 släppte de singeln "Rocky Trail" från albumet Peace or love som kommer att ges ut i juni samma år. Albumet är det första från bandet på tolv år.

## Diskografi
Studioalbum
- 2000 – Kings of Convenience
- 2001 – Quiet Is the New Loud
- 2001 – Versus (remixes)
- 2004 – Riot on an Empty Street
- 2009 – Declaration of Dependence
- 2021 - Peace or Love

EPs
- 2000 – Playing Live in a Room
- 2001 – Magic in the Air

Singlar
- 1999 – "Failure" / "I Don't Know What I Can Save You From" / "Surprise Ice"
- 1999 – "Brave New World" / "An English House" / "The Beat of a Drum / Winning a Battle, Losing the War"
- 1999 – "Toxic Girl" / "Leaning Against the Wall"
- 2001 – "Winning a Battle, Losing the War"
- 2001 – "Toxic Girl"
- 2001 – "I Don't Know What I Can Save You From" (remixes)
- 2001 – "The Weight of my Words" (remixes)
- 2001 – "Failure
- 2004 – "Misread"
- 2004 – "I'd Rather Dance with You"
- 2005 – "Cayman Islands"
- 2005 – "Know-How"
- 2009 – "Boat Behind"
- 2021 – "Rocky Trail"